# Сант-Ольчезе
Сант-Ольчезе (итал. Sant'Olcese) — коммуна в Италии, располагается в регионе Лигурия, в провинции Генуя.
Население составляет 5973 человека (2008 г.), плотность населения составляет 273 чел./км². Занимает площадь 22 км². Почтовый индекс — 16010. Телефонный код — 010.
Покровителями коммуны почитаются святой Иоанн Креститель, празднование 24 июня, и святой Урсицин (Olcese, или Ursicino).

## Демография
Динамика населения:

## Города-побратимы
- Марторельес, Испания (2002)

## Администрация коммуны
- Официальный сайт: http://www.comune.santolcese.ge.it